# Marco Silva James
Marco Silva James (Temuco, 22 de octubre de 1966) es un diseñador, director creativo, guionista y comunicador chileno.

## Perfil profesional
Realizó sus estudios primarios en el colegio De La Salle, en Santiago. Posteriormente ingresó a Diseño en la Universidad Tecnológica Metropolitana, desde donde egresó en 1989.
Se ha desempeñado como director de arte para la campaña presidencial de Patricio Aylwin y para agencias publicitarias como BBDO y McCann Chile. También ejerció el Diseño y dirección artística para publicaciones como Revista DISEÑO y Rock & Pop. Fue Director Creativo del desaparecido Canal 2 Rock&Pop de TV y el diario La Tercera. Además fue asesor estratégico para Copesa y Corpbanca —entre otras empresas y organizaciones— fundador de agencia de diseño multimedia Terrícola, agencia de comunicación digital MínimoComúnMúltiplo, consultora de estrategia digital Cr3ativo y actualmente dirige  The Brand, empresa enfocada en Marketing de Contenidos.

## Carrera
Además de su labor en Diseño, Silva ha incursionado como director, guionista y conductor de TV, Radio y Webshows. Su paso por Plaza Italia y Plan Z en Canal 2 Rock&Pop consolidó su imagen pública (mediante gags considerados de culto como "el asado", "campaña contra la droga" o el "probador de micrófonos"), sin embargo ha trabajado para múltiples medios de comunicación chilenos como canales TVN, Mega (donde fue guionista de la serie cómica Desfachatados) y Chilevisión (donde fue conductor de la versión chilena de Duro de Domar), y radioemisoras Zero, Duna, Cooperativa, Universo y Oasis, donde condujo el programa Esto no es Plaza Italia junto a Marcelo Comparini. Desde 2024 vuelve a la radio, esta vez en Concierto.
Fue director de medios digitales como el extinto Terra.cl y creador de los hoy desaparecidos El Post.cl y Momwo.com. Actualmente está vinculado al Grupo internacional de medios y marketing Atomica.tv, especializado en posproducción de imagen y sonido.
En 2013 lanza su primer libro Y Ahora Qué, publicado por Ediciones B.
En 2018 condujo Sigamos de largo junto a Marcelo Comparini y Sergio Lagos por Canal 13.

## Vida personal
Es hijo único. En etapa escolar le fue diagnosticado déficit atencional. Está casado y es padre de 5 hijos. Su hija mayor, Natalia (conocida por el seudónimo Nati Chuleta) adquirió cierta notoriedad tras la publicación de la novela gráfica "No abuses de este libro".

## Controversias
El 20 de abril de 2006, Silva, Comparini y Felipe Izquierdo realizaron una broma telefónica (actividad frecuente en el marco del programa Psicotrópico de Radio Duna), contactando a servicios de emergencia de San Pedro de Atacama para informar que un grupo de turistas se había extraviado cerca del volcán Lascar, entonces activo. La broma escaló hasta llegar a la ONEMI, que movilizó efectivos de emergencia y rescate en la zona, sin percatarse que todo era un fraude. Posteriormente, la estación radial ofreció disculpas y llegó a un acuerdo legal compensatorio por cerca de 4 millones de pesos en equipamiento de rescate para el Comité Comunal de Emergencias, material entregado a través de la I. Municipalidad de San Pedro de Atacama.
En 2012 fue desvinculado —tras ocho años como conductor— del programa radial A todos nos pasa lo mismo  de Duna FM, sin comunicado oficial de su parte o de la empresa.[cita requerida]